# Hankensbüttel
Hankensbüttel er en kommune i Landkreis Gifhorn i den tyske delstat Niedersachsen. Den ligger omkring 25 km syd for Uelzen og 30 km nord for Gifhorn. Den ligger i den sydøstlige del af amtet (Samtgemeinde) Hankensbüttel, som den er administrationsby for.
Større byer i nærheden er Uelzen, Celle, Gifhorn og Wolfsburg.
I udkanten af byen ligger Kloster Isenhagen der fra 1345–1350 var cistercienserkloster og fra 1540 et evangelisk jomfrukloster.